# Seznam litovskih generalov
Seznam litovskih generalov.

## A
- Edvardas Adamkavičius
- Jonas Andriškevičius

## B
- Raimundas Saulius Baltuška
- Juozas Barzda-Bradauskas
- Jonas Jurgis Bulota

## Č
- Julius Čaplikas
- Albinas Čepas
- Jonas Černius

## D
- Teodoras Daukantas
- Stasys Dirmantas

## G
- Jonas Galvydis-Bykauskas
- Antanas Gelgaudas
- Zenonas Gerulaitis
- Jonas Geštautas
- Viktoras Giedrys
- Juozas Godlevskis
- Juozas Grigaitis
- Vincas Grigaliūnas-Glovackis
- Antanas Gustaitis

## J
- Jonas Jackus
- Česlovas Jezerskas
- Jonas Juodišius
- Jurgis Jurgelis

## K
- Vladas Karvelis
- Maksimas Katchė
- Konstantinas Kleščinskis
- Kiprijanas Kondratavičius
- Juozapas Antanas Kosakovskis
- Juozas Kraucevičius
- Jonas Kronkaitis
- Jurgis Kubilius
- Petras Kubiliūnas
- Zenonas Kulys
- Aleksandras Kurkauskas

## L
- Kazys Ladiga
- Artūras Leita
- Pranas Liatukas

## M
- Kęstutis Macijauskas
- Sergejus Madalovas
- Antanas Martusevičius
- Edvardas Mažeikis
- Vladas Mieželis
- Kazys Musteikis

## N
- Vladas Nagevičius
- Stasys Nastopka
- Steponas Nekrošius

## O
- Juzefas Tadas Oginskis

## P
- Povilas Plechavičius
- Arvydas Pocius
- Klemensas Popeliučka
- Stasys Pundzevičius

## R
- Adolfas Ramanauskas
- Stasys Raštikis
- Mikas Rėklaitis

## S
- Kazys Sprangauskas

## T
- Kazys Tallat-Kelpša
- Ginutis Taurinskas
- Valdas Tutkus

## V
- Algis Vaičeliūnas
- Vitalijus Vaikšnoras
- Vincas Vitkauskas

## Ž
- Jonas Žemaitis-Vytautas
- Vincas Žilys
- Vytautas Jonas Žukas
- Silvestras Žukauskas